# This Is Exile
| Críticas profissionais | Críticas profissionais |
| Avaliações da crítica  | Avaliações da crítica  |
| Fonte                  | Avaliação              |
| ---------------------- | ---------------------- |
| Allmusic               | link                   |
| Thrash Magazine        | (9.4/10) link          |

This Is Exile é o segundo álbum de estúdio da banda americana de deathcore Whitechapel. Foi produzido por Jonny Fay e pela própria banda, e foi lançado em 8 de julho de 2008 pela Metal Blade Records.

## Lançamento
This Is Exile é o primeiro lançamento da banda com seu atual guitarrista Zach Householder. Após o lançamento do CD, suas vendas atingiram 5.900 em cópias, e entrou na Billboard Top 200 na posição 118. Três vídeos para três músicas do álbum foram liberados. O vídeo de "This Is Exile" foi lançado em 18 de junho de 2008. O vídeo da música "Possession" foi lançado em 18 de novembro de 2008 e foi mostrado na MTV2 e no Headbangers Ball. O vídeo da música  "Eternal Refuge" foi lançado em 8 de junho de 2009.
A música "This Is Exile" está disponível como conteúdo para download para o Rock Band, Rock Band 2 e Rock Band 3. A música também é usada no jogo do iPod Touch, Tap Tap Revenge 3.

## Faixas
| N.º            | Título                                     | Duração |  |
| 1.             | "Father of Lies"                           | 4:04    |  |
| 2.             | "This Is Exile"                            | 3:40    |  |
| 3.             | "Possession"                               | 5:04    |  |
| 4.             | "To All That Are Dead"                     | 3:38    |  |
| 5.             | "Exalt" (Com Guy Kozowyk do The Red Chord) | 3:06    |  |
| 6.             | "Somatically Incorrect"                    | 3:11    |  |
| 7.             | "Death Becomes Him" (Instrumental)         | 3:19    |  |
| 8.             | "Daemon (The Procreated)"                  | 3:13    |  |
| 9.             | "Eternal Refuge"                           | 3:42    |  |
| 10.            | "Of Legions" (Instrumental)                | 2:44    |  |
| 11.            | "Messiahbolical"                           | 7:23    |  |
| Duração total: | Duração total:                             | 42:58   |  |

## Créditos
| Whitechapel - Phil Bozeman — vocal - Ben Savage — guitarra principal - Alex Wade — guitarra - Zach Householder — guitarra - Gabe Crisp — baixo - Kevin Lane — bateria | Produção - Jonny Fay – edição, engenharia, produção, monitoramento - Chris "Zeuss" Harris - mixagem e masterização - Colin Marks - trabalho artístico - Shawn Carrano - administração - A&R por Guy Kozowyk. |